# Entwicklungsfonds der Vereinten Nationen für Frauen
Der Entwicklungsfonds der Vereinten Nationen für Frauen (französisch Fonds de développement des Nations Unies pour la femme, UNIFEM; englisch United Nations Development Fund for Women; spanisch Fondo de Desarrollo de las Naciones Unidas para la Mujer) war ein Spezialorgan der Vereinten Nationen (UNO). Es wurde 1976 mit dem Ziel gegründet, finanzielle und technische Unterstützung bei Innovationsprogrammen, der Verwirklichung frauenspezifischer Menschenrechtsanliegen, der Verwirklichung politischer Gleichberechtigung und ökonomischer Chancengleichheit anzubieten. Innerhalb der UNO sorgte UNIFEM dafür, dass sämtliche Projekte auch aus der Gender-Perspektive bewertet wurden. UNIFEM ging im Januar 2011 in der neugegründeten Organ UN Women auf.

## Mandat
- Innovative und experimentelle Aktivitäten auf nationaler und regionaler Ebene unterstützen, welche die Gleichstellungen und Chancengleichheit der Geschlechter verbessern.
- Vermittlung auf nationaler und internationaler Ebene, damit die Interessen von Frauen in allen Bereichen durch eine verstärkte Beteiligung der Frauen in Entscheidungsprozessen besser wahrgenommen werden können.
- Eine innovative und vermittelnde Rolle bezüglich der Chancengleichheit und Gleichstellung von Frauen bei allen Entwicklungsprojekten der Vereinten Nationen.

## Arbeit
1976 wurde die Vorläuferorganisation Freiwilliger Fonds für die UN-Frauendekade  auf Initiative von Helvi Sipilä als Reaktion auf die Forderungen von Frauenorganisationen im Rahmen der ersten UN-Weltfrauenkonferenz in Mexiko-Stadt (1975) gegründet. Sie war in über 100 Ländern präsent.
Konkrete Zielsetzung
1. Praktische Unterstützung von Frauenorganisationen und -netzwerken
2. Politische und finanzielle Unterstützung bei Projekten anbieten, welche die Situation von Frauen verbessern
3. Die Zusammenarbeit zwischen Frauenorganisationen, Frauennetzwerken, Regierungen, den Vereinten Nationen und der Privatwirtschaft verbessern.
4. Pilotprojekte und innovative Ideen in den Bereichen Frauen-Empowerment und Gender-Mainstreaming fördern und unterstützen.
5. Forschungen und Untersuchungen durchführen mit dem Ziel, die Kenntnisse über effektive Strategien zur Verbesserung der Gleichstellung und Chancengleichheit anbieten zu können.

## Schwerpunkte
Wirtschaftliche Absicherung und Rechte für Frauen
- Budgets für Genderfragen
- Handel
- Mikroökonomie/Globalisierung

Regierungsbeteiligung, Frieden und Sicherheit
- Frieden und Sicherheit
- Gleichstellung der Geschlechter
- Frauenspezifische Menschenrechte
- Geschlechtsspezifische Gewalt gegen Frauen
- HIV/AIDS

## Konkrete Projekte
- Verbesserung der Situation der Frauen in Afghanistan
- Informations- und Kommunikationstechnologien

## Schwerpunktregionen
- Afrika
- Asien-Pazifik (Bangkok)[2]
- Lateinamerika und Karibik
- Osteuropa